# 제국 단위계와 미국 단위계의 비교
제국 단위계와 미국 단위계 모두 고대 로마 단위계, 카롤링거 및 색슨식 단위계의 조합에서 파생된 단위계에서 파생된 1824년 이전 영국 단위계에서 유래했다.
이렇게 같은 단위에서 파생된 두 단위계는 영미 단위계라고 일컬으며 매우 유사하지만 차이점도 존재한다. 미국 단위계는 18세기의 영국 단위계 기반을 그대로 가져다 차용했지만 제국 단위계는 미국 독립으로부터 거의 반 세기가 지난 1824년에 제대로 정리되었다.

## 부피
부피는 길이의 입방 단위나 특정한 부피 단위를 통해 측정할 수 있다. 세제곱인치, 세제곱피트, 세제곱마일과 같은 입방 길이 단위는 제국 단위계와 미국 단위계 양 쪽 모두 동일하지만, 부셸, 갤런, 액량 온스와 같은 특정한 부피 단위는 두 단위계에서 값이 약간씩 다르다. 미국 단위계에서는 액체만을 측정하는 단위가 따로 존재한다. 즉 두 단위계가 전체적으로 공유하고 있는 단위가 많지만, 부피의 경우는 정 반대이다. 1824년 미국이 대영제국으로부터 독립하기 십수년 후에야 갤런과 그 세부 단위, 그리고 파운드보다 더 큰 단위(질량 기준)을 도입하면서 부피 단위는 영국과 미국이 매우 달라졌다. 영국의 단위계 개혁에 참여하지 않은 미국은 액체와 건조한 물질의 부피를 측정하는 별도의 단위계를 유지했지만 대영 제국은 새로운 영국식 갤런으로 두 방식을 하나로 통합했다.
18세기 말까지 대영제국에선 여러 종류의 갤런을 사용했다. 와인은 231세제곱인치(3.785 L)인 와인갤런을, 맥주는 282세제곱인치(4.621 L)인 맥주갤런을, 곡물은 268.8세제곱인치(1/8 윈체스터 부셸 혹은 4.405 L)인 윈체스터 갤런을 사용했다. 하지만 1824년 영국 도량형법에 따라 그전까지 대영제국에서 사용하던 수많은 다양한 갤런을 무효화하고 에일 갤런에 가까운 부피 단위인 법정갤런(흔히 제국갤런이라고 부름)으로 통일한다고 선언했다. 1824년 도량형법에서는 1갤런의 정의를 황동추로 측정했을 때 30 수은주 인치 (102 kPa) 기압의 환경에서 62 °F (17 °C) 온도의 10 파운드 (4.54 kg) 무게의 액체 물이 차지하는 부피로 정의했다. 이 정의에 따르면 1갤런은 277.274 세제곱인치 (4.54371 리터)에 해당한다. 1963년 도량형법에서는 1갤런의 정의를 밀도 0.998859 g/mL의 증류수 10파운드가 밀도 8.136 g/mL의 추로 잰 0.001217 g/mL의 기압만큼의 공기중에서 잰 부피로, 이는 4.546092 L이다. 1985년 영국 도량형법에서는 1갤런을 정확하게 4.54609 L라고 정의했다.
윈체스터 부셸은 영국에서는 폐기되었지만 미국에서는 계속 사용되었다. 윈체스터 부셸은 8임페리얼 갤런에 해당하는 임페리얼 부셸로 대체되었다. 하지만 부셸의 세부 단위는 계속 남아있었다. 미국 건량 단위계와 마찬가지로 제국 단위계에서는 부셸을 4펙, 8갤런, 32쿼트, 64파인트로 나누어 사용한다. 종합적으로 제국 단위계의 단위는 미국 건량 단위계보다 약 3% 더 크다. 예를 들어 미국 건량 파인트의 부피는 33.6 세제곱인치(550 ml)인데 미국 액량 파인트의 부피는 28.875 세제곱인치(473 ml)이고 제국 파인트는 34.68 세제곱인치(568 ml)로 약간씩 다르다. 영국의 제국식 도량형에서는 미국 단위계에서 있는 "건량 단위계"와 같은 비슷한 건량 체계가 없다.
제국 단위계와 미국 단위계의 차이가 단적으로 드러나는 사례가 캐나다와 미국의 맥주병 차이이다. 캐나다 대다수의 맥주 제조업체는 맥주를 12 제국온스 병에 포장하는데 이 병의 부피는 341 mL이다. 미국의 맥주 제조업체는 맥주를 12 미국 액량 온스 병에 포장하는데 이 부피는 355 mL이다. 따라서 캐나다 병을 미국으로 수입할 때 미국 단위로는 11.5온스로 표기된다. 캐나다 맥주병 표준 크기는 캐나다에 미터법 도입 이전에 제정되어서 여전히 341 mL로 판매, 라벨이 붙여진다.
| 각주: - 근사치인 경우 ≈ 로 표기 - 정확한 참값인 경우 ≡ 로 표기 - 단위의 정의값인 경우 굵은 글씨로 표기 |                                                                          | |                                                        |                                         |
| 단위명                                                                                                 | 제국 단위계                                                              | 미국 액량 단위                                                                                        | 미국 건량 단위                                         | 미터법                                  |
| 액량 온스                                                                                              |                                                                          | |                                                        |                                         |
| 제국 액량 온스 (fl oz)                                                                                 | ≡ 1 imp fl oz                                                            | ≈ 0.96075994040 US fl oz ≈ 0.94710208333 US fl oz (음식)                                              |                                                        | ≡ 28.4130625 mL ≡ 0.0284130625 L        |
| 미국 액량 온스 (관용단위계) (fl oz)                                                                    | ≈ 1.04084273079 imp fl oz                                                | ≡ 1 US fl oz ≡ 0.98578431875 US fl oz (food)                                                          |                                                        | ≡ 29.5735295625 mL ≡ 0.0295735295625 L  |
| 미국 액량 온스 (영양성분표 표기 기준) (fl oz) (음식)                                                   | ≈ 1.05585239184 imp fl oz                                                | ≈ 1.01442068106 US fl oz ≡ 1 US fl oz (음식)                                                          |                                                        | ≡ 30 mL ≡ 0.03 L                        |
| 파인트                                                                                                 |                                                                          | |                                                        |                                         |
| 제국 파인트 (pt)                                                                                       | ≡ 20 imp fl oz ≡ 1 imp pt ≡ 0.5 imp qt ≡ 0.125 imp gal                   | ≈ 19.2151988081 US fl oz ≈ 18.9420416667 US fl oz (음식) ≈ 1.20094992550 US pt ≈ 0.15011874069 US gal | ≈ 1.03205674349 US dry pt ≈ 0.12900709294 US dry gal   | ≡ 568.26125 mL ≡ 0.56826125 L           |
| 미국 액량 파인트 (pt)                                                                                  | ≈ 16.6534836926 imp fl oz ≈ 0.83267418463 imp pt ≈ 0.10408427308 imp gal | ≡ 16 US fl oz ≡ 15.7725491 US fl oz (음식) ≡ 1 US pt ≡ 0.5 US qt ≡ 0.125 US gal                       | ≈ 0.859367007375 US dry pt ≈ 0.107420875922 US dry gal | ≡ 473.176473 mL ≡ 0.473176473 L         |
| 미국 건량 파인트 (pt)                                                                                  | ≈ 19.3787794384 imp fl oz ≈ 0.96893897192 imp pt ≈ 0.12111737149 imp gal | ≈ 18.6183549784 US fl oz ≈ 18.3536823786 US fl oz (음식) ≈ 1.16364718615 US pt ≈ 0.14545589827 US gal | ≡ 1 US dry pt ≡ 0.5 US dry qt ≡ 0.125 US dry gal       | ≡ 550.6104713575 mL ≡ 0.5506104713575 L |
| 콰트                                                                                                   |                                                                          | |                                                        |                                         |
| 제국 콰트 (qt)                                                                                         | ≡ 40 imp fl oz ≡ 1 imp qt ≡ 2 imp pt ≡ 0.25 imp gal                      | ≈ 38.4303976162 US fl oz ≈ 37.8840833333 US fl oz (음식) ≈ 1.20094992550 US qt ≈ 0.30023748138 US gal | ≈ 1.03205674349 US dry qt ≈ 0.25801418587 US dry gal   | ≡ 1136.5225 mL ≡ 1.1365225 L            |
| 미국 액량 콰트 (qt)                                                                                    | ≈ 33.3069673852 imp fl oz ≈ 0.83267418463 imp qt ≈ 0.20816854616 imp gal | ≡ 32 US fl oz ≡ 31.5450982 US fl oz (음식) ≡ 2 US pt ≡ 1 US qt ≡ 0.25 US gal                          | ≈ 0.859367007375 US dry qt ≈ 0.214841751844 US dry gal | ≡ 946.352946 mL ≡ 0.946352946 L         |
| 미국 건량 콰트 (qt)                                                                                    | ≈ 38.7575588768 imp fl oz ≈ 0.96893897192 imp qt ≈ 0.24223474298 imp gal | ≈ 37.2367099567 US fl oz ≈ 36.7073647572 US fl oz (음식) ≈ 1.16364718615 US qt ≈ 0.29091179654 US gal | ≡ 1 US dry qt ≡ 2 US dry pt ≡ 0.25 US dry gal          | ≡ 1101.220942715 mL ≡ 1.101220942715 L  |
| 갤런                                                                                                   |                                                                          | |                                                        |                                         |
| 제국 갤런 (gal)                                                                                        | ≡ 160 imp fl oz ≡ 4 imp qt ≡ 1 imp gal                                   | ≈ 153.721590465 US fl oz ≈ 151.536333 US fl oz (음식) ≈ 1.20094992550 US gal                          | ≈ 4.12822697395 US dry qt ≈ 1.03205674349 US dry gal   | ≡ 4546.09 mL ≡ 4.54609 L                |
| 미국 액량 갤런 (gal)                                                                                   | ≈ 133.227869541 imp fl oz ≈ 3.33069673852 imp qt ≈ 0.83267418463 imp gal | ≡ 128 US fl oz ≡ 126.1803928 US fl oz (음식) ≡ 4 US qt ≡ 1 US gal ≡ 231 cu in                         | ≈ 3.437468029501 US dry qt ≈ 0.859367007375 US dry gal | ≡ 3785.411784 mL ≡ 3.785411784 L        |
| 미국 건량 갤런 (gal)                                                                                   | ≈ 155.030235507 imp fl oz ≈ 3.87575588768 imp qt ≈ 0.96893897192 imp gal | ≈ 148.946839827 US fl oz ≈ 146.829459029 US fl oz (음식) ≈ 4.6545887446 US qt ≈ 1.16364718615 US gal  | ≡ 4 US dry qt ≡ 1 US dry gal ≡ 268.8025 cu in          | ≡ 4404.88377086 mL ≡ 4.40488377086 L    |
| 미터법                                                                                                 |                                                                          | |                                                        |                                         |
| 리터 (l, L, dm3)                                                                                       | ≈ 35.1950797279 imp fl oz ≈ 0.87987699320 imp qt ≈ 0.21996924830 imp gal | ≈ 33.8140227018 US fl oz ≈ 33.3333333333 US fl oz (food) ≈ 1.05668820943 US qt ≈ 0.26417205236 US gal | ≈ 0.90808298427 US dry qt ≈ 0.22702074607 US dry gal   | ≡ 1000 mL ≡ 1 L                         |

## 길이
1893년 미국은 야드를 3600⁄3937 m로 고정하여 0.9144018 m로 정의했고, 1896년 영국은 0.9143993 m로 고정했다. 당시에는 약 2백만분의 1의 불일치가 중요한 문제가 아니라고 생각했다. 하지만 1960년 영국, 미국, 오스트레일리아, 캐나다, 남아프리카의 표준화 기관은 "국제야드"라는 단위를 도입하여 1야드를 0.9144 m로 정확하게 고정했다. 이 국제야드는 1930년대 영국과 미국에서 1인치를 정확하게 25.4 mm로 정의한 단위로, 1야드를 36인치에 따라서 정의했다.
위의 국제피트 제정에도 불구하고 미국의 토지측량사에게는 기존에 미국에서 쓰던 야드 단위를 측량피트(survey feet), 측량마일(survey mile) 등으로 이름을 바꿔 별도의 단위로 유지했다. 특히 협정 체결 당시 북아메리카의 기준측지계는 1893년 맨던홀 명령에서의 1피트 정의인 1200/3937 m을 따라 삼각측량으로 구축된 1927년 북아메리카 측지계(NAD27)이었다. NAD27에서 파생된 데이터를 바탕으로 한 길이 정의는 그대로 유지되었으나 국제 협정에 따라 정의된 국제피트와 구별하기 위해 미국 측량피트로 이름이 바뀌었다. 대부분의 경우에선 1 국제피트가 0.999998 측량피트로 1마일당 두 피트의 차이가 1/8인치(3 mm)밖에 되지 않아 국제피트와 미국 측량피트 간 차이가 매우 미세하지만, 수백 마일 이상 길이를 측정하는 미국 국가평면좌표계(SPCSs)에는 큰 영향을 미친다. 하지만 1938년 미터법 기반 병기로 단위계를 조사해 정리한 영국은 국제야드의 등장에 큰 영향을 미치지 않았다.
2019년 NIST는 미국 지리조사국(NGS), 미국해양청(NOS), 미국 해양대기청(NOAA), 미 상무부와 협력해 2022년 12월 31일부터 미국 측량피트와 측량마일의 사용을 중단한다는 미국 연방관보를 발행했다. 미국 국립표준기술연구소는 미국 측량피트와, 측량피트와 함께 정의된 기타 단위는 2022년 12월 31일부터 "역사적인 과거 적용 사례"를 제외하고 더 이상 사용하지 않는다.
주요 길이 단위인 인치, 피트, 야드, 마일 등은 미국에서도 동일하게 사용하지만 체인(22야드), 펄롱(220야드) 둥 제국 단위계의 중간격 길이 단위는 미국에서 사용하지 않는 경우가 많다.
한 때 해리 단위의 정의를 지구 타원체의 표면적을 기준으로 한 적이 있었다. 이 때 미국은 1,853.256 m를 기준으로 사용했지만 영국과 영연방은 6080피트(1,853.184 m)으로 차이가 났다. 이 때문에 국제해리는 45°의 둘레의 1/60을 반내림한 값인 1,852 m로 재정의했다.

## 무게와 질량

영미 단위계에서 사용하는 각 무게 단위 사이의 관계도

전통적으로 20세기 이전 영국과 미국에서는 무게와 질량의 단위계를 아래 셋으로 구분해서 사용했다.
- 귀금속에 사용되는 트로이 무게 (Troy)
- 대부분의 용도에 사용되는 상형 무게(Avoirdupois)
- 미터법이 정착되면서 현재는 거의 사용되지 않는 약형 무게(Apothecaries)

제국 단위계와 미국 단위계에서 한 가지 중요한 무게 단위 사용처의 차이점으로 미국 단위계에서는 몸무게를 일반적으로 파운드로 표현하지만, 제국 단위계에서는 스톤(14파운드, 6.35029318 kg)과 파운드를 사용한다. 미국에서는 스톤 단위를 거의 사용하지 않으며 제2차 세계 대전 이전 밀가루를 14스톤(196파운드)로 판매될 때만 스톤 단위를 사용했다. 또 다른 차이점으로는 영국은 1879년 1월 1일부로 트로이파운드(373.2417216 g)를 폐지하고 트로이온스(31.1034768 g)의 소수점 이하 단위만 유지되었다. 반면 미국에서는 트로이파운드와 페니파운드가 더 이상 널리 쓰이진 않지만 사용 자체는 합법으로 남아 있다.
모든 무게 단위계에서 기본 단위는 파운드이며 다른 단위는 파운트의 분수 혹은 정수 단위로 표기한다. 제국 트로이질량과 약형질량은 미국 단위계와 동일하지만, 약형에서 드람을 영국식으로는 'drachm'으로 표기하는 사소한 차이가 있다. 제국 상형질량은 1파운드까지는 미국 단위계와 동일하지만 그 이상의 단위는 서로 다르다. 제국 단위계에서는 1스톤이 14파운드, 1헌드레드웨이트가 8스톤, 1톤은 2240파운드(20헌드레드웨이트)이지만 미국 단위계에서는 스톤을 사용하지 않고 1헌드레드웨이트가 100파운드, 1톤은 2000파운드이다. 국제 무역에서는 2240파운드의 1톤을 롱톤(Long ton)으로, 2000파운드의 1톤을 숏톤(Short ton)으로 부른다.

## 같이 보기
- 단위 변환
- 단위계의 역사
- 단위계
- 측정 단위